# Keith Ballard
Pour les articles homonymes, voir Ballard.
Keith Ballard (né le 26 novembre 1982 à Baudette aux États-Unis) est un joueur professionnel de hockey sur glace. Il est également représentant de l'Équipe des États-Unis lors des compétitions internationales.

## Carrière

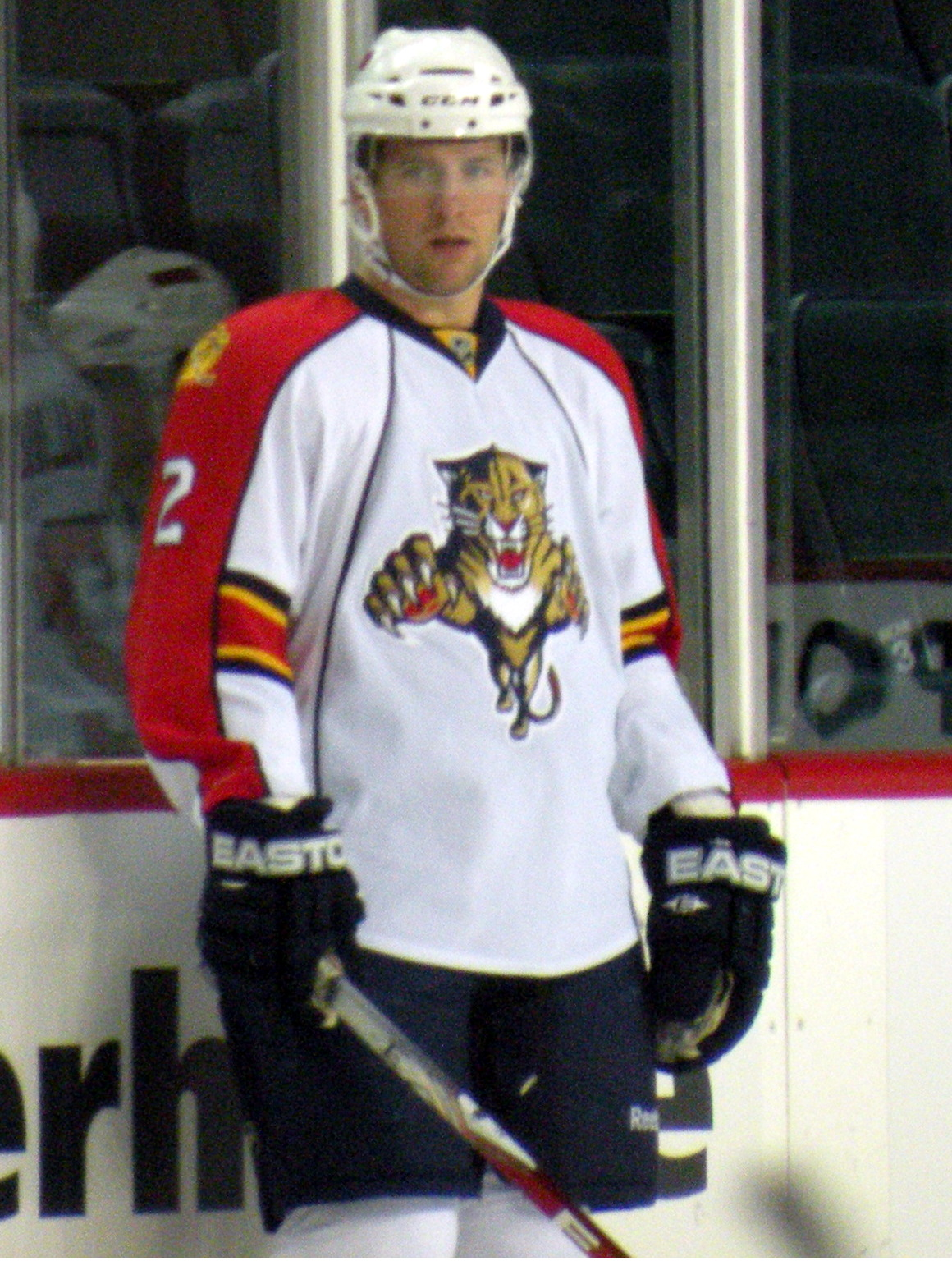
Keith Ballard avec les Panthers de la Floride.

Ballard commence sa carrière en jouant dans l'équipe du développement des États-Unis dans l'United States Hockey League en 1999-2000. Il rejoint par la suite l'Université du Minnesota et les Golden Gophers qu'il va aider à remporter le championnat universitaire (NCAA) à deux reprises (2002 et 2003).
Entre-temps, lors du repêchage d'entrée dans la Ligue nationale de hockey de 2002, il est sélectionné lors de la première ronde par les Sabres de Buffalo. Il joue ainsi pendant trois saisons avec les Golden Gophers, remportant de nombreuses distinctions.
Ses droits sont échangés le 3 juillet 2003 à l'Avalanche du Colorado en retour de Steven Reinprecht puis en mars 2004, il change une nouvelle fois de club en rejoignant les Coyotes de Phoenix en compagnie de Derek Morris contre Ossi Vaananen, Chris Gratton et du choix de seconde ronde de Phoenix, choix qui se portera pour l'Avalanche sur Paul Stastny.
Il fait ses débuts professionnels en jouant pour les Grizzlies de l'Utah de la Ligue américaine de hockey en 2004-2005 et joue également le Match des étoiles cette année-là. Il rejoint l'effectif des Coyotes la saison suivante pour réaliser 39 points en 82 matchs à sa saison recrue.
Le 20 juin 2008, il rejoint les Panthers de la Floride en compagnie de Nick Boynton contre Olli Jokinen et le 9 septembre, il signe un contrat de six ans et 25,2 millions de dollars avec l'équipe.
Le 30 novembre 2009, Ballard atteint accidentellement à la tête son coéquipier et gardien Tomas Vokoun, en voulant briser son bâton sur le filet, par frustration à la suite d'un but d'Ilia Kovaltchouk.
Il passe aux mains des Canucks de Vancouver le 25 juin 2010 avec Victor Oreskovich en retour notamment de Steve Bernier, Michael Grabner et le 25e choix des Canucks au repêchage de 2010 (Quinton Howden). C'est lors de cette saison qu'il joue ses premières séries éliminatoires de la Coupe Stanley. Les Canucks atteignent par le fait même la finale de la Coupe mais perdent en sept matchs face aux Bruins de Boston. Sur les 25 matchs éliminatoires des Canucks, Ballard n'en a joué que 10.
Ballard ne connaît pas le même succès qu'il a eu à Phoenix et en Floride récoltant sept points à chacune de ses deux premières saisons à Vancouver et seulement deux aides en 36 matchs lors de la saison 2012-2013. Ces contre-performances amènent les Canucks à racheter son contrat le 4 juillet 2013 mais le même jour, il signe avec le Wild du Minnesota pour deux ans et 3 millions de dollars.

## Statistiques
Pour les significations des abréviations, voir Statistiques du hockey sur glace.

### Statistiques en club
| Saison     | Équipe                                  | Ligue      |     | Saison régulière | Saison régulière | Saison régulière | Saison régulière | Saison régulière |   | Séries éliminatoires | Séries éliminatoires | Séries éliminatoires | Séries éliminatoires | Séries éliminatoires |
| Saison     | Équipe                                  | Ligue      | PJ  | B                | A                | Pts              | Pun              | PJ               | B | A                    | Pts                  | Pun                  |                      |                      |
| 1999-2000  | United States National Development Team | USHL       | 58  | 12               | 21               | 33               | 119              | -                | - | -                    | -                    | -                    |                      |                      |
| 2000-2001  | Lancers d'Omaha                         | USHL       | 56  | 22               | 29               | 51               | 168              | 10               | 1 | 6                    | 7                    | 8                    |                      |                      |
| 2001-2002  | Golden Gophers du Minnesota             | NCAA       | 41  | 10               | 13               | 23               | 42               | -                | - | -                    | -                    | -                    |                      |                      |
| 2002-2003  | Golden Gophers du Minnesota             | NCAA       | 45  | 12               | 29               | 41               | 78               | -                | - | -                    | -                    | -                    |                      |                      |
| 2003-2004  | Golden Gophers du Minnesota             | NCAA       | 37  | 11               | 25               | 36               | 83               | -                | - | -                    | -                    | -                    |                      |                      |
| 2004-2005  | Grizzlies de l'Utah                     | LAH        | 60  | 2                | 18               | 20               | 88               | -                | - | -                    | -                    | -                    |                      |                      |
| 2005-2006  | Coyotes de Phoenix                      | LNH        | 82  | 8                | 31               | 39               | 99               | -                | - | -                    | -                    | -                    |                      |                      |
| 2006-2007  | Coyotes de Phoenix                      | LNH        | 69  | 5                | 22               | 27               | 59               | -                | - | -                    | -                    | -                    |                      |                      |
| 2007-2008  | Coyotes de Phoenix                      | LNH        | 82  | 6                | 15               | 21               | 85               | -                | - | -                    | -                    | -                    |                      |                      |
| 2008-2009  | Panthers de la Floride                  | LNH        | 82  | 6                | 28               | 34               | 72               | -                | - | -                    | -                    | -                    |                      |                      |
| 2009-2010  | Panthers de la Floride                  | LNH        | 82  | 8                | 20               | 28               | 88               | -                | - | -                    | -                    | -                    |                      |                      |
| 2010-2011  | Canucks de Vancouver                    | LNH        | 65  | 2                | 5                | 7                | 53               | 10               | 0 | 0                    | 0                    | 6                    |                      |                      |
| 2011-2012  | Canucks de Vancouver                    | LNH        | 47  | 1                | 6                | 7                | 64               | 4                | 0 | 1                    | 1                    | 2                    |                      |                      |
| 2012-2013  | Canucks de Vancouver                    | LNH        | 36  | 0                | 2                | 2                | 29               | -                | - | -                    | -                    | -                    |                      |                      |
| 2013-2014  | Wild du Minnesota                       | LNH        | 45  | 2                | 7                | 9                | 37               | 3                | 0 | 0                    | 0                    | 0                    |                      |                      |
| 2014-2015  | Wild du Minnesota                       | LNH        | 14  | 0                | 1                | 1                | 26               | -                | - | -                    | -                    | -                    |                      |                      |
| Totaux LNH | Totaux LNH                              | Totaux LNH | 604 | 38               | 137              | 175              | 612              | 17               | 0 | 1                    | 1                    | 8                    |                      |                      |

### Statistiques en équipe nationale
| Année | Évènement                            |   | PJ | B | A | Pts | Pun                |  | Résultat |
| 2000  | Championnat du monde moins de 18 ans | 6 | 1  | 1 | 2 | 4   | Huitième place     |  |          |
| 2002  | Championnat du monde junior          | 7 | 1  | 1 | 2 | 4   | Cinquième place    |  |          |
| 2003  | Championnat du monde                 | 8 | 1  | 0 | 1 | 2   | Médaille de bronze |  |          |
| 2007  | Championnat du monde                 | 7 | 0  | 3 | 3 | 16  | Cinquième place    |  |          |
| 2008  | Championnat du monde                 | 5 | 0  | 2 | 2 | 16  | Sixième place      |  |          |
| 2009  | Championnat du monde                 | 9 | 1  | 2 | 3 | 2   | Quatrième place    |  |          |

## Transactions en carrière
- 22 juin 2002 : sélectionné par les Sabres de Buffalo au 11e rang, première ronde du repêchage d'entrée dans la Ligue nationale de hockey de 2002.
- 3 juillet 2003 : échangé par les Sabres à l'Avalanche du Colorado contre Steven Reinprecht.
- 9 mars 2004 : échangé par l'Avalanche aux Coyotes de Phoenix avec Derek Morris contre Chris Gratton, Ossi Väänänen et un choix de deuxième ronde au repêchage de 2005 (Paul Stastny).
- 20 juin 2008 : échangé par les Coyotes aux Panthers de la Floride avec Nick Boynton contre Olli Jokinen.
- 25 juin 2010 : échangé par les Panthers aux Canucks de Vancouver avec Victor Oreskovich contre Steve Bernier, Michael Grabner et un choix de première ronde au repêchage de 2010 (Quinton Howden).
- 4 juillet 2013 : signe un contrat en tant qu'agent libre ave le Wild du Minnesota.
- 9 décembre 2015 : annonce son retrait de la compétition.

## Honneurs et trophées

### United States Hockey League
- 2001 – sélectionné dans la première équipe type

### NCAA
- 2002 – sélectionné dans la première équipe type des recrues de la WCHA
- 2003 – sélectionné dans la première équipe type de la WCHA
- 2004 – sélectionné dans la première équipe type de la WCHA et dans la première équipe type de l'Ouest pour les américains de la NCAA